# Desmopsis verrucipes
Desmopsis verrucipes är en kirimojaväxtart som beskrevs av Chatrou, G. E. Schatz och Nelson A. Zamora. Desmopsis verrucipes ingår i släktet Desmopsis och familjen kirimojaväxter. Inga underarter finns listade i Catalogue of Life.